# Ambasada Francji przy Stolicy Apostolskiej
Ambasada Francji przy Stolicy Apostolskiej – misja dyplomatyczna Republiki Francuskiej przy Stolicy Apostolskiej. Ambasada mieści się w Rzymie.
Zwyczajem jest udział reprezentanta rządu francuskiego na konsystorzach, podczas których kreowani są francuscy kardynałowie oraz na kanonizacjach i beatyfikacjach Francuzów.

## Historia
Stosunki pomiędzy Francją a papiestwem sięgają roku 496 i chrztu władcy Franków Chlodwiga I. Trwają one do dziś z przerwami pod koniec XVIII w. (w wyniku rewolucji francuskiej) i w latach 1904 - 1921.
Od XIV lub XV do XVIII w. oprócz świeckich ambasadorów w Rzymie Francja posiadała reprezentujących jej interesy wobec papieża kardynałów-protektorów, którzy w imieniu króla Francji mogli nawet wpływać na przebieg konklawe zgłaszając ekskluzywę (choć mógł ją zgłosić również kardynał niebędący protektorem).

## Ambasadorzy
od 1948
- Wladimir d'Ormesson (1948 - 1956)
- Roland Jacquin de Margerie (1956 - 1959)
- Guy de La Tournelle (1959 - 1964)
- René Brouillet (1964 - 1974)
- Gérard Amanrich (1974 - 1976)
- Georges Galichon (1976 - 1979)
- Louis Dauge (1979 - 1983)
- Xavier Daufresne de La Chevalerie (1983 - 1985)
- Bertrand Dufourcq (1985 - 1988)
- Jean-Bernard Raimond (1988 - 1991)
- René Ala (1991 - 1993)
- Alain Pierret (1993 - 1995)
- Jean-Louis Lucet (1995 - 1998)
- Jean Guéguinou (1998 - 2000)
- Alain Dejammet (2000 - 2001)
- Pierre Morel (2001 - 2005)
- Bernard Kessedjian (2005 - 2007)
- Stanislas Lefebvre de Laboulaye (2009 - 2012)
- Bruno Joubert (2012 - 2015)
- Philippe Zeller (2016 - 2018)
- Élisabeth Beton-Delègue (2019 - 2022)
- Florence Mangin (2022 - nadal)[1]

## Villa Bonaparte
Od 1950 Ambasada Francji przy Stolicy Apostolskiej mieści się w Villa Bonaparte. W budynku pochodzącym z ok. 1750 po 1815 zamieszkali niektórzy członkowie rodziny Bonapartych, którym papież Pius VII udzielił w Rzymie azylu. Ich potomkowie w 1906 sprzedali budynek rządowi pruskiemu. Był on własnością niemiecką do 1945, kiedy to został skonfiskowany przez aliantów.